# وایلدود، تگزاس
وایلدود (به انگلیسی: Wildwood) یک منطقهٔ مسکونی در ایالات متحده آمریکا است که در تگزاس واقع شده‌است. وایلدود ۱۲٫۵۶ کیلومتر مربع مساحت و ۱٬۲۳۵ نفر جمعیت دارد و ۳۵٫۰۵ متر بالاتر از سطح دریا واقع شده‌است.